# Centella longifolia
Centella longifolia là một loài thực vật có hoa trong họ Hoa tán. Loài này được (Adamson) M.T.R.Schub. & B.-E.van Wyk mô tả khoa học đầu tiên năm 1999.